# Ruta Nacional 25B (Colombia)
La Ruta Nacional 25B es una ruta colombiana de tipo troncal que inicia en el municipio de La Pintada, departamento de Antioquia partiendo del tramo 2508 de la Ruta Nacional 25 y finaliza en el municipio de Santa Fe de Antioquia, departamento de Antioquia donde cruza con el tramo 6204 de la Ruta Nacional 62. Era una ruta que atravesaría Antioquia paralela a la Troncal de Occidente (hacia el oeste) y la Ruta Nacional 25, de la cual sale y finaliza. 

## Antecedentes
La ruta fue establecida en la Resolución 3700 de 1995 teniendo como punto de inicio el municipio de La Pintada, departamento de Antioquia y como punto final el municipio de Puerto Valdivia, departamento de Antioquia. Dicho trazado inicial pretendía elaborar una paralela a la Ruta Nacional 25 hacia el Oeste del departamento de Antioquia y conectando municipios de Antioquia con la Ruta Nacional 25. Sin embargo, la Resolución 339 de 1999 redefinió la ruta recortando el último tramo y dejando fuera el sector entre Santafé de Antioquia y Puerto Valdivia, un tramo que si bien fue definido, no fue trazado en la realidad. Actualmente, es posible llegar desde Santa Fe de Antioquia hasta el Valle de Toledo mediante carreteables y vías secundarias y terciarias, a la vez que EPM construyó un tramo de vía de aproximadamente cuarenta kilómetros entre Puerto Valdivia y el Valle de Toledo para ingresar la maquinaria al complejo Hidroituango.
La finalización de esta vía permitiría la agilización en el transporte de carga, puesto que hoy en día es necesario que los vehículos de carga que se dirigen a la Costa Atlántica atraviesen el Valle de Aburrá y luego tomen la precaria Troncal de Occidente por Yarumal y el Alto de Ventanas. Actualmente los tramos 01 y 02 se encuentran concesionados dentro del programa de Vías de Cuarta Generación, de modo que la terminación del tramo 03 constituiría en una vía alterna de mejores especificaciones para llegar a la Costa Atlántica, desviándose de la Ruta Nacional 25 desde La Pintada hasta Puerto Valdivia donde la retomaría nuevamente.

## Descripción de la ruta
La ruta posee una longitud total de 115,15 km. aproximadamente dividida de la siguiente manera:

### Ruta actual[1]
| Código | Tipo  | Recorrido                        | Clasificación SINC                 | PR Inicial | PR Final | Longitud km. |
| ------ | ----- | -------------------------------- | ---------------------------------- | ---------- | -------- | ------------ |
| 25B01  | Tramo | La Pintada - Peñalisa            | Alternas a la Troncal de Occidente | 0+0000     | 42+0138  | 42,14        |
| 25B02  | Tramo | Bolombolo - Santafé de Antioquia | Alternas a la Troncal de Occidente | 0+0000     | 73+0010  | 73,01        |

- Total kilómetros a cargo de INVIAS: 0 km.
- Total Kilómetros en concesión por la ANI: 115,15 km.
- Total Kilómetros en concesión departamental: 0 km.
- Total tramos (incluido tramos alternos): 2
- Total pasos o variantes: 0
- Total ramales: 0
- Total subramales: 0
- Porcentaje de vía en Doble Calzada: 0%
- Porcentaje de Vía sin pavimentar: 0%

### Ruta eliminada o anterior
| Código | Tipo  | Recorrido                               | Situación Actual |
| ------ | ----- | --------------------------------------- | --- |
| 25B03  | Tramo | Santa Fe de Antioquia - Puerto Valdivia | - 6204B Carretera Secundaria Departamental (Santafé de Antioquia - Puente de Occidente) - 62AN14 Carretera Secundaria Departamental (Puente de Occidente - Liborina) - 62AN14-1 Carretera Secundaria Departamental (Liborina - Partidas) - 62AN18-3-1 Carretera Terciaria Departamental (Partidas - Matanzas) - 25AN11-1 Carretera Secundaria Departamental (Matanzas - El Valle) - Vía de acceso a Hidroituango (El Valle - Puerto Valdivia) |

## Municipios
Las ciudades y municipios por los que recorre la ruta son los siguientes:
Convenciones:
- Fondo Azul : Recorrido actual.
- Fondo Gris : Recorrido anterior.
- Negrita: Cabecera municipal.
- Texto azul: Ríos.
- Texto verde: Parques nacionales.

| Tramo | Municipio              | Recorrido                                                                                                | Departamento |
| ----- | ---------------------- | --- | ------------ |
| 25B01 | La Pintada             | La Pintada (Cruce 2508 y 2509 ); El Crucero (Cruce 25AN01 a Valparaíso); Río Cartama.                    | Antioquia    |
| 25B01 | Támesis                | Área rural.                                                                                              | Antioquia    |
| 25B01 | Jericó                 | Puente Iglesias (Acceso 25BAN01 y Acceso 25BAN02-2 a Jericó); Río Piedras; Cauca Viejo.                  | Antioquia    |
| 25B01 | Tarso                  | Jamaica (Cruce 25BAN02 a Valparaíso); Túnel Mulatos; Río Cauca.                                          | Antioquia    |
| 25B01 | Salgar                 | Peñalisa (Cruce 6003 ).                                                                                  | Antioquia    |
| 25B02 | Concordia              | Bolombolo (Cruce 6003 ); El Golpe; Cascada El Mango; Río La Comia.                                       | Antioquia    |
| 25B02 | Betulia                | Cangrejo; Río San Mateo (Cruce 25BAN04 a Altamira); Río El Torito; Río Niverengo;                        | Antioquia    |
| 25B02 | Anzá                   | Río El Torito; Río Niverengo; Anzá (Acceso por 25BAN05 ; Río Noque.                                      | Antioquia    |
| 25B02 | Santafé de Antioquia   | La Usa (Cruce 25BAN06 a Caicedo); Río Tonusco; Santafé de Antioquia (Cruce 6204 ).                       | Antioquia    |
| 25B03 | Santafé de Antioquia   | Santafé de Antioquia; Puente de Occidente; Río Cauca.                                                    | Antioquia    |
| 25B03 | Olaya                  | Sucre, Olaya.                                                                                            | Antioquia    |
| 25B03 | Liborina               | Río Juan García; Liborina (Acceso 62AN14-2 a Sabanalarga); San Diego; La Merced del Playón.              | Antioquia    |
| 25B03 | San Andrés de Cuerquia | Alto Volador.                                                                                            | Antioquia    |
| 25B03 | San José de la Montaña | Alto San Juan; Cuchila San Juan; La Apartada (Acceso 62AN18-3 a Toledo).                                 | Antioquia    |
| 25B03 | San Andrés de Cuerquia | Alto San Antonio.                                                                                        | Antioquia    |
| 25B03 | Toledo                 | Buenavista; Cuchilla El Granero; Toledo; Matanzas (Acceso 25AN11-11 a San Andrés de Cuerquia); El Valle. | Antioquia    |
| 25B03 | Briceño                | Área rural no definida                                                                                   | Antioquia    |
| 25B03 | Valdivia               | Área rural no definida; Valdivia.                                                                        | Antioquia    |

## Concesiones y proyectos
Actualmente la ruta posee los siguientes proyectos y concesiones:

### Concesiones y proyectos actuales
| Código | Sector                           | Tipo          | Cód. proyecto | Nombre Proyecto               | Concesionaria              | Unidad Funcional | Etapa                   | PR Inicial | PR Final | Longitud km. |
| ------ | -------------------------------- | ------------- | ------------- | ----------------------------- | -------------------------- | ---------------- | ----------------------- | ---------- | -------- | ------------ |
| 25B01  | La Pintada - Vía a Peñalisa      | Concesión ANI | 4G003         | Autopista Conexión Pacífico 2 | Concesionaria La Pintada   | UF 5             | Construcción, operación | 0+0000     | 1+0250   | 1,25         |
| 25B01  | La Pintada - Peñalisa            | Concesión ANI | 4G003         | Autopista Conexión Pacífico 2 | Concesionaria La Pintada   | UF 5             | Construcción, operación | 1+0250     | 42+0138  | 40,89        |
| 25B02  | Bolombolo - Santafé de Antioquia | Concesión ANI | 4G024         | Autopistas al Mar 1           | Desarrollo Vial Al Mar SAS | UF 4             | Construcción            | 0+0000     | 73+0010  | 73,01        |